# Vrije en Hanzestad Lübeck

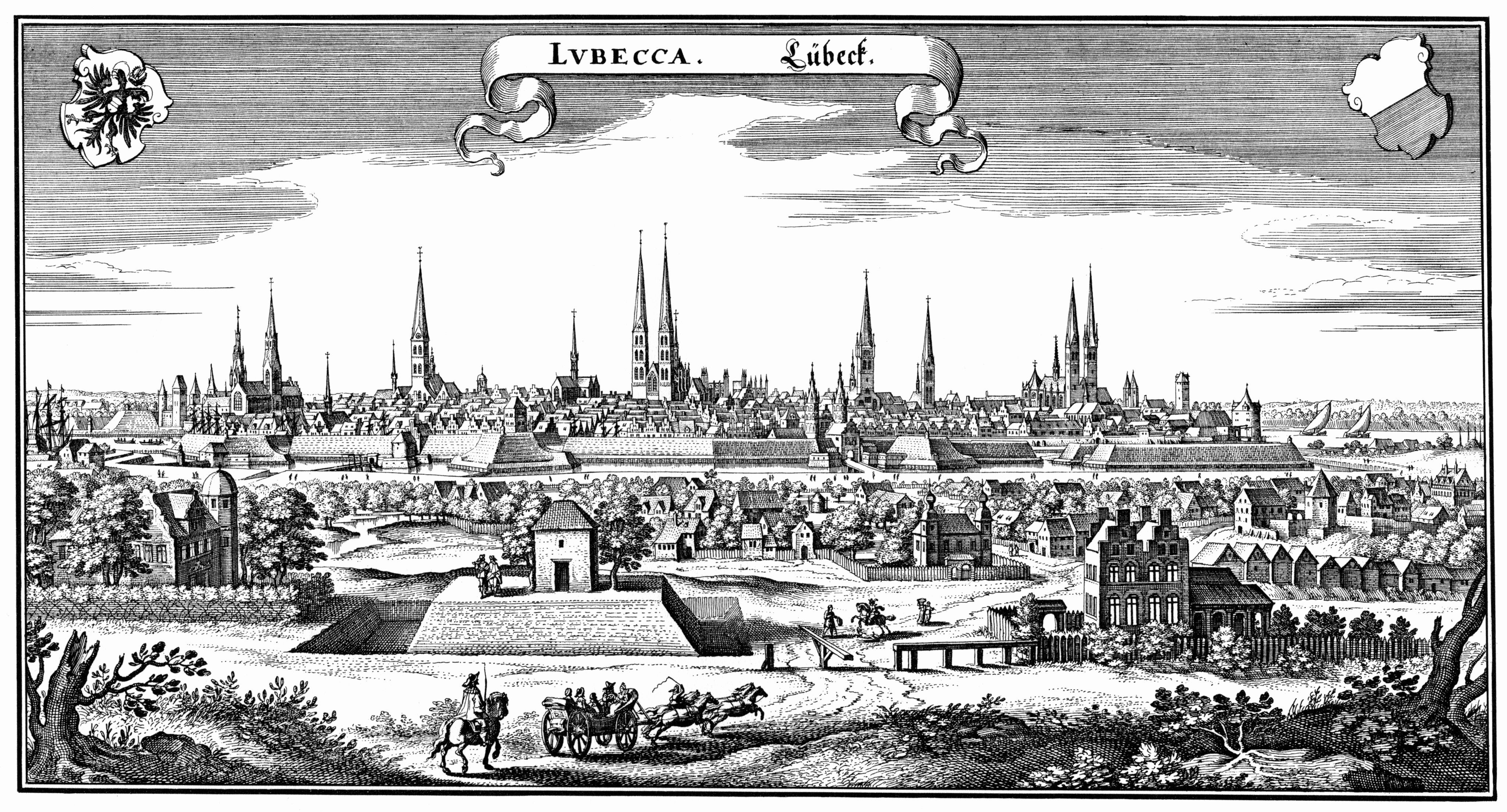
Lübeck in de 17e eeuw

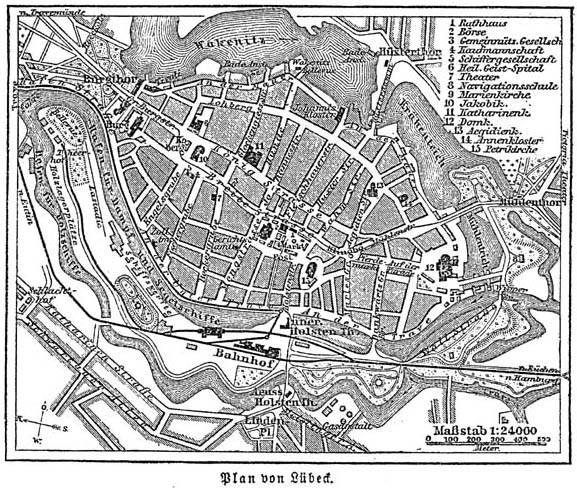
Plattegrond van de stad Lübeck in 1888

De vrije en Hanzestad Lübeck was van 1815 tot 1937 een Duitse stadstaat, gelegen in de huidige Duitse deelstaat Sleeswijk-Holstein. Dit was een voortzetting van de vrije rijksstad die Lübeck van 1226 tot 1811 binnen het Heilige Roomse Rijk was.

## Territorium
Lübeck besloeg in de periode van 1815 tot 1937 297,7 km². Het territorium bestond uit het eigenlijke stadsgebied Lübeck, de stad Travemünde en het landelijke gebied met talrijke kleinere plaatsen, deels als exclaves (in totaal 69 km²) in naburige staten.
De vrije en Hanzestad Lübeck grensde in het noorden aan het tot het groothertogdom Oldenburg behorende vorstendom Lübeck en aan de Oostzee, in het westen aan het groothertogdom Mecklenburg-Strelitz, in het zuiden aan het hertogdom Lauenburg en in het oosten aan het hertogdom Holstein (de laatstgenoemde twee staten behoorden sinds 1867 respectievelijk 1876 tot de Pruisische provincie Sleeswijk-Holstein).

## Geschiedenis

### Oorsprong
Lübeck werd in de 8e eeuw als Liubice door Slaven gesticht, maar in 1138 platgebrand. Het werd in 1143 door de Duitser Adolf II van Schauenburg en Holstein weer opgebouwd.

### De Hanzestad en rijksstad tot het einde van het Rijk
Op 14 juni 1226 vaardigde keizer Frederik II een rijksvrijheidsbrief uit, waardoor de stad een volledige autonome stadsrepubliek werd.
Bij de hervorming van het Heilige Roomse Rijk in 1500 wordt de stad bij de Neder-Saksische Kreits ingedeeld. De reformatie wordt in 1529 ingevoerd. In 1669 vond te Lübeck de laatste Hanzedag plaats. Lübeck blijft samen met Hamburg en Bremen de traditionele titel Hanzestad voeren.
Bij de Reichsdeputationshauptschluss van 25 februari 1803 is de stad een van de zes rijkssteden die zijn zelfstandigheid behoudt.

### Bezetting en annexatie door Frankrijk
Als op 6 augustus 1806 keizer Frans II de kroon neerlegt komt er een eind aan het Heilige Roomse Rijk en daardoor is de stad een soevereine staat geworden. Sindsdien wordt de titel vrije en Hanzestad gevoerd.
Op 5 november 1806 laat de stad ondanks haar neutraliteit het verslagen Pruisische leger van Blücher binnen haar muren. De volgende dag worden die troepen door het Franse leger onder maarschalk Bernadotte aangevallen en uit de stad verdreven. De Fransen beschouwen de stad nu als oorlogsbuit en laten haar plunderen. Sindsdien blijft de stad door de Fransen bezet, waardoor de economie ineenstort.
Op 1 januari 1811 volgt uiteindelijk de inlijving bij het keizerrijk Frankrijk. De voormalige stadstaat vormt dan arrondissement in het departement Monden van de Elbe.

### Vrije en Hanzestad Lübeck
Op 5 december 1813 wordt de stad bevrijd door dezelfde Bernadotte van 1806, die inmiddels, als Karel XIV Johan, kroonprins van Zweden geworden is en tegenstander van Napoleon. Het Congres van Wenen bevestigt in 1815 de zelfstandigheid van Lübeck, dat deel gaat uitmaken van de Duitse Bond. In 1848 werd in Lübeck de persvrijheid ingevoerd en trad een nieuwe grondwet in werking. De stad trad in 1867 toe tot de Noord-Duitse Bond, sloot in dat jaar een militaire conventie met Pruisen en werd in 1868 lid van de Zollverein. In 1871 trad ze toe tot het Duitse Keizerrijk, waarin de stad met één stem in de Bondsraad werd vertegenwoordigd.
De stad leverde een infanterieregiment aan het Duitse leger en een groot aantal matrozen. Voor de militairen werd in 1915 het Hanseatenkruis ingesteld.

### 20e eeuw
In Lübeck bleef het gedurende de Novemberrevolutie van 1918 relatief rustig. Na deze revolutie werd het een land in de nieuwe Weimarrepubliek. In 1920 werd een nieuwe democratische grondwet ingevoerd, maar het democratische principe verdween in 1933 met de Gleichschaltung van de NSDAP. Conform de Groß-Hamburg-Gesetz verloor Lübeck (met zijn 19 exclaves) op 1 april 1937 na 711 jaar zijn zelfstandigheid. Sindsdien behoorde het tot de provincie Sleeswijk-Holstein.

## Politiek

### Overheid
De regering van Lübeck bestond uit de senaat en het parlement (Bürgerschaft). Het staatshoofd voerde de titel burgemeester.
De senaat bestond conform de grondwet van 1875 uit 14 leden. Eenieder die ouder was dan 30 en volledige burgerrechten bezat, was verkiesbaar. Senatoren werden voor het leven benoemd. De grondwet van 1920 bepaalde dat de senaat uit 12 leden bestond die voor een onbepaalde termijn werden gekozen door de senaat.

### Burgemeesters (1849-1937)
- 1849-1850: Heinrich Brehmer
- 1851-1852: Johann Joachim Friedrich Torkuhl
- 1853-1854: Bernhard Heinrich Frister
- 1855-1856: Karl Ludwig Röck
- 1857-1858: Johann Joachim Friedrich Torkuhl
- 1859-1860: Karl Ludwig Röck
- 1861-1862: Heinrich Brehmer
- 1863-1864: Karl Ludwig Röck
- 1865-1866: Heinrich Brehmer
- 1867-1868: Karl Ludwig Röck
- 1869-1870: Theodor Curtius
- 1871-1872: Heinrich Theodor Behn
- 1873-1874: Theodor Curtius
- 1875-1876: Heinrich Theodor Behn
- 1877-1878: Theodor Curtius
- 1879-1880: Heinrich Theodor Behn
- 1881-1882: Artur Gustav Kulenkamp
- 1883-1884: Heinrich Theodor Behn
- 1885-1886: Artur Gustav Kulenkamp
- 1887-1888: Heinrich Theodor Behn
- 1889-1890: Artur Gustav Kulenkamp
- 1891-1892: Heinrich Theodor Behn
- 1893-1894: Artur Gustav Kulenkamp
- 1895-1896: Heinrich Theodor Behn
- 1897-1898: Wilhelm Brehmer
- 1899-1900: Heinrich Klug
- 1901-1902: Wilhelm Brehmer
- 1903-1904: Heinrich Klug
- 1905-1906: Johann Georg Eschenburg
- 1907-1908: Ernst Christian Johannes Schön
- 1909-1916: Johann Georg Eschenburg
- 1917-1920: Emil Ferdinand Fehling
- 1920-1926: Johann Martin Andreas Neumann
- 1926-1933: Paul Heinrich Löwigt
- 1933-1937: Otto Heinrich Drechsler

Anhalt (1863-1866) ·
Anhalt-Bernburg (1815-1863) ·
Anhalt-Dessau-Köthen (1853-1863) ·
Anhalt-Dessau (1815-1853) ·
Anhalt-Köthen (1815-1853) ·
Baden · Beieren · Bremen · Brunswijk · Frankfort · Hamburg · Hannover · Hessen-Darmstadt · Hessen-Homburg · Hessen-Kassel · Hohenzollern-Hechingen · Hohenzollern-Sigmaringen · Holstein · Lauenburg · Liechtenstein · Limburg · Lippe · Lübeck · Luxemburg · Mecklenburg-Schwerin · Mecklenburg-Strelitz · Nassau · Oldenburg · Oostenrijk · Pruisen · Reuss jongere linie · Reuss oudere linie · Saksen · Saksen-Altenburg · Saksen-Coburg en Gotha · Saksen-Meiningen ·  Saksen-Weimar-Eisenach · Schaumburg-Lippe · Schwarzburg-Rudolstadt · Schwarzburg-Sondershausen · Waldeck-Pyrmont · Württemberg
Anhalt · Baden · Beieren · Bremen · Brunswijk · Elzas-Lotharingen · Hamburg · Hessen · Lauenburg · Lippe · Lübeck · Mecklenburg-Schwerin · Mecklenburg-Strelitz · Oldenburg · Pruisen · Reuss jongere linie · Reuss oudere linie · Saksen · Saksen-Altenburg · Saksen-Coburg en Gotha · Saksen-Meiningen · Saksen-Weimar-Eisenach · Schaumburg-Lippe · Schwarzburg-Rudolstadt · Schwarzburg-Sondershausen · Waldeck · Württemberg